# Walter Rangeley Maitland Lamb

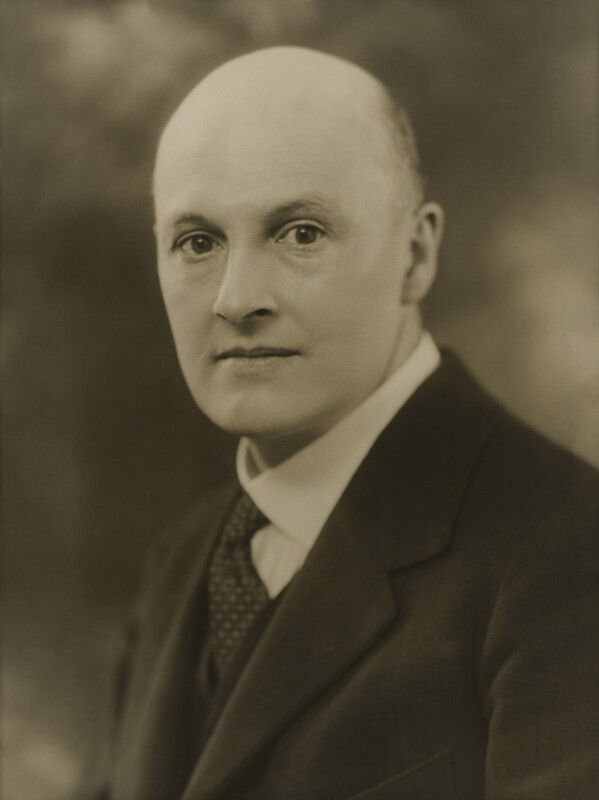
Walter Lamb (1931)

Sir Walter Rangeley Maitland Lamb KCVO (* 5. Januar 1882 in Adelaide, Australien; † 27. März 1961) war ein britischer Klassischer Philologe, Schriftsteller und Übersetzer aus dem Altgriechischen.

## Leben
Walter Lamb war ein Sohn des britischen Mathematikers Horace Lamb (1849–1934) und der Elizabeth Foot. Der Maler Henry Lamb (1883–1960) und die Klassische Archäologin Dorothy Lamb (1887–1967) waren Geschwister. Der Klimatologe Hubert Lamb (1913–1997) war sein Neffe, der Politiker der Liberal Democrats Norman Lamb (* 1957) ist sein Großneffe.
Lamb besuchte die Manchester Grammar School und studierte von 1901 an Classics am Trinity College in Cambridge, wo er 1905 den B.A. erwarb. Von 1907 bis 1913 war er Fellow des Trinity College und Lecturer in Classics am Newnham College, am Girton College, am King’s College und am Emmanuel College.
Von 1913 bis 1951 war Lamb Sekretär der Royal Academy of Arts. Er war Commander des Royal Victorian Order und vom 1. Januar 1943 an Knight Commander dieses Ordens.
Lamb übersetzte Platons Dialoge Charmides, Euthydemos, Gorgias, Ion, Laches, Lysis, Menon, Protagoras und Symposion, die umstrittenen Dialoge Alkibiades I und Theages sowie die pseudo-platonischen Schriften Alkibiades II, Anterastai, Epinomis, Hipparchos und Minos in der Loeb Classical Library ins Englische. Daneben übertrug er auch Heliodors Aithiopiká.

## Schriften (Auswahl)
- Heliodorus, Ethiopean Story in der Übersetzung von Walter Lamb bei Faded Page
- The Royal Academy. A short history of its foundation and development. London 1951.